# Слободан Домаћиновић и Божин бенд (албум)
„Слободан Домаћиновић и Божин бенд“ је музички албум Слободана Домаћиновића из 2010. године у издању дискографске куће Фолк диск. На албуму се налази 14 нумера – инструментала, пјесама у соло изведби Слободана Домаћиновића или пјесама у дуету са Љубицом Болдескић:
1. Ја ујто зау (Ja ujto zau – Заборављам)
2. К’нд ој мури јеу (Kind oi muri ieu – Када умрем)
3. Стеауа ан фрунће (Steaua an frunte – Звијезда на челу)
4. Теај багат 'н пепту меу (Teaj bagat in peptu meu – Увукла си ми се под кожу)
5. Це плинђ ињима (Ce plindj injima – Срце плаче)
6. Димињаца пе ракоаре (Diminjaca pe rakoare – Јутро у хладном)
7. Гергинин данц
8. Цам к’нтат м’ндро (Cam kintat mindro – Пјевали смо, драга)
9. Јеш м’ндруцо ла раскруће (Ješ mndruco la raskruće – Дођи, драга, до раскршћа)
10. Вино дајко (Vino dajko – Дођи, драга)
11. Ујте дору треће ђалу (Ujte doru treće đalu – Жеља ми је прећи брдо)
12. Ам барбат (Am barbat – Имам човјека)
13. Асара пе времеа цињи (Asara pe vremea cinji – Синоћ у мраку)
14. Божин бенд коло